# Curse of Chucky
Curse of Chucky (deutsch Chuckys Fluch) ist ein US-amerikanischer Horrorfilm, der 2013 auf DVD erschien. Es ist der sechste Film der Chucky-Reihe und der erste, der direkt für den Video-Markt produziert wurde.

## Handlung
Chucky befindet sich in einem Paket für die querschnittgelähmten Nica. Deren Mutter wird in derselben Nacht erstochen. Man geht von Selbstmord aus.
Am nächsten Tag wird Nica von ihrer Schwester Barb, deren Mann Ian, deren Tochter Alice, deren Nanny Jill und dem Pater Frank besucht. Als Nica und Alice Abendessen kochen, gießt Chucky Rattengift auf einen der Teller. Pater Frank isst das Gift und stirbt bei einem Autounfall.
Nachdem die anderen schlafen gegangen sind, findet Nica im Internet die Ursprünge der Chucky-Puppe und des Serienkillers Charles Lee Ray, dessen Seele in der Puppe steckt. Chucky tötet Jill, was einen Stromausfall verursacht. Barb sucht auf dem Dachboden nach Alice. Chucky enthüllt sein von Narben entstelltes Gesicht und rammt Barb ein Messer ins Auge. Weil der Aufzug außer Betrieb ist, kriecht Nica in den ersten Stock. Da Barb tot ist, offenbart sich Chucky Nica. Nica flieht und versucht Ian zu wecken. Dieser glaubt ihr nicht, bringt sie in die Garage und geht zurück ins Haus geht, um Alice zu finden.
Chucky versucht Nica zu töten. Als Ian zurück in die Garage kommt, hält er Nica verantwortlich für die Morde, entwaffnet und fesselt sie an ihren Rollstuhl. Eine versteckte Kamera befand sich die ganze Zeit über in Chuckys Latzhosentasche, die Ian einsetzte, um Beweise für Barbs lesbische Affäre mit Jill zu erhalten. Auf einem Laptop überprüft Ian die Aufnahmen, die zeigen, dass Chucky sich gegenüber Alice lebendig zeigt. Chucky tötet ihn mit einer Axt. Nica befreit sich aus ihren Fesseln und köpft Chucky mit der Axt.
Der noch lebende Chucky stößt Nica über das Treppengeländer ins Erdgeschoss und erklärt ihr, dass er ein Freund der Familie war und in ihre Mutter Sarah verliebt war. Chucky – damals noch in seinem menschlichen Körper als Serienkiller Charles Lee Ray – hat Nicas Vater getötet und Sarah entführt, während sie hochschwanger war. Als er merkte, dass Sarah die Polizei rief, stach er ihr in den Bauch, sodass Nica querschnittsgelähmt geboren wurde. Auf der Flucht wurde er durch die Polizei angeschossen und schleppte sich in ein Spielzeuggeschäft, wo er seine Seele durch ein Ritual in eine Spielzeugpuppe transferierte, bevor er starb. Chucky ist also hinter Sarah und Nica her, weil er ihnen die Schuld daran gibt, dass die Polizei ihn damals erschossen hat.
Nachdem Chucky Nica aufgeklärt hat, versucht Nica ihn zu erstechen. Die Polizei trifft Ort ein, sieht Nica mit einem Messer in der Hand und hält sie für die Täterin. Nica wird vor Gericht für schuldig erklärt und in eine Psychiatrie gebracht. Ein Polizist versteckt Chucky in einer Plastiktüte und will ihn seiner Auftraggeberin Tiffany geben, die ihm aber im Auto die Kehle durchschneidet. Tiffany schickt Chucky per Post an sein nächstes Ziel. Alice lebt jetzt bei ihrer Großmutter. Als sie von der Schule heimkommt, wartet Chucky auf sie und überredet sie, Verstecken zu spielen und ihr zu dienen.
Im Abspann wird Chucky als Paket an den erwachsenen Andy Barclay, den Protagonisten der ersten drei Chucky-Filme, geliefert. Chucky schneidet sich seinen Weg aus dem Paket, doch Andy schießt auf Chuckys Kopf und sagt: „Ausgespielt!“.

## Veröffentlichung
Curse of Chucky ist der erste Chucky-Film, der direkt auf DVD und Blu-ray erschien, und wurde in den USA am 8. bzw. in Deutschland am 24. Oktober 2013 veröffentlicht.

## Rezeption
Curse of Chucky wurde vorwiegend positiv empfangen. Der Filmkritik-Aggregator Rotten Tomatoes gab dem Film eine Wertung von 76 %, basierend auf 21 Bewertungen. Die durchschnittliche Bewertung lag bei 6,2 von 10.
Christoph Petersen bewertete den Film für Filmstarts mit 2,5 von 5 Sternen und hebt hervor, dass der sechste Teil eine gelungene Rückkehr zu den Slasher-Wurzeln darstellt. Positiv hervorgehoben werden die dichte Atmosphäre, stilvolle Kameraführung sowie der schwarze Humor. Kritisch angemerkt wird das letzte Drittel des Films, das sich übermäßig bemüht, die Handlung mit den vorigen Teilen zu verknüpfen. Diese Rückblenden wirken gezwungen und brächen den Spannungsfluss. Insgesamt wird Curse of Chucky als atmosphärischer Beitrag mit Schwächen in die Reihe eingeordnet.
Peter Osteried bewertete für Kinozeit den Film als gelungene Rückkehr zum klassischen Slasher-Horror der ersten Teile. Hervorgehoben wird die stimmungsvolle, düstere Atmosphäre, die durch das abgeschiedene Herrenhaus unterstützt wird. Die Inszenierung setze bewusst auf psychologische Spannung statt komödiantischer Überlegenheit, was den Film näher an die ursprünglichen 80er-Jahre-Vorlage bringe. Kritik richtet sich gegen das Erzähltempo: Der Film benötige lange, um in Schwung zu kommen, bleibe über weite Strecken relativ spannungsarm und steigere sich erst spät zu harten Effekten.

„Reboot der trashigen Horrorfilmreihe, das zu den blutigen Slasher-Anfängen zurückkehrt. Die professionelle Gestaltung kann kaum den ausgemachten Zynismus des Films überdecken.“

## Verschiedenes
Der Film knüpft an die ersten drei Teile an. Zum einen, indem er die Ereignisse von Chucky 1 schildert, zum anderen durch den Zeitungsartikel, den Nica über den Protagonisten der ersten 3 Filme, Andy Barclay, liest, sowie das Wiederauftauchen von Andy Barclay (wie in Chucky 1 und 2 dargestellt von Alex Vincent) im Abspann. Außerdem wird durch das Auftauchen von Tiffany Bezug auf Chucky und seine Braut genommen. Chuckys und Tiffanys Kind aus Chuckys Baby, Glen/Glenda, wird dezent erwähnt. 
Laut dem Regisseurs sollte sich Curse of Chucky wieder auf seine Wurzeln besinnen und Spuk ins Kinderzimmer bringen, wie in Chucky 1 bis 3.
Hauptdarstellerin Fiona Dourif ist die Tochter von Brad Dourif, der Chucky im englischen Original in allen Teilen seine Stimme leiht und auch die menschliche Erscheinung von Charles Lee Ray darstellt.

## Fortsetzungen
2013 gab Don Mancini bekannt, dass ein siebter Teil in Produktion gehen wird, welcher von Ende 2016 bis April 2017 gedreht wurde. Die Fortsetzung heißt Cult of Chucky und erschien 2017. Mancini übernahm erneut die Regie. 
2021 bis 2024 wurde die Serie Chucky ausgestrahlt.